# Sint-Martinuskerk (Asse)

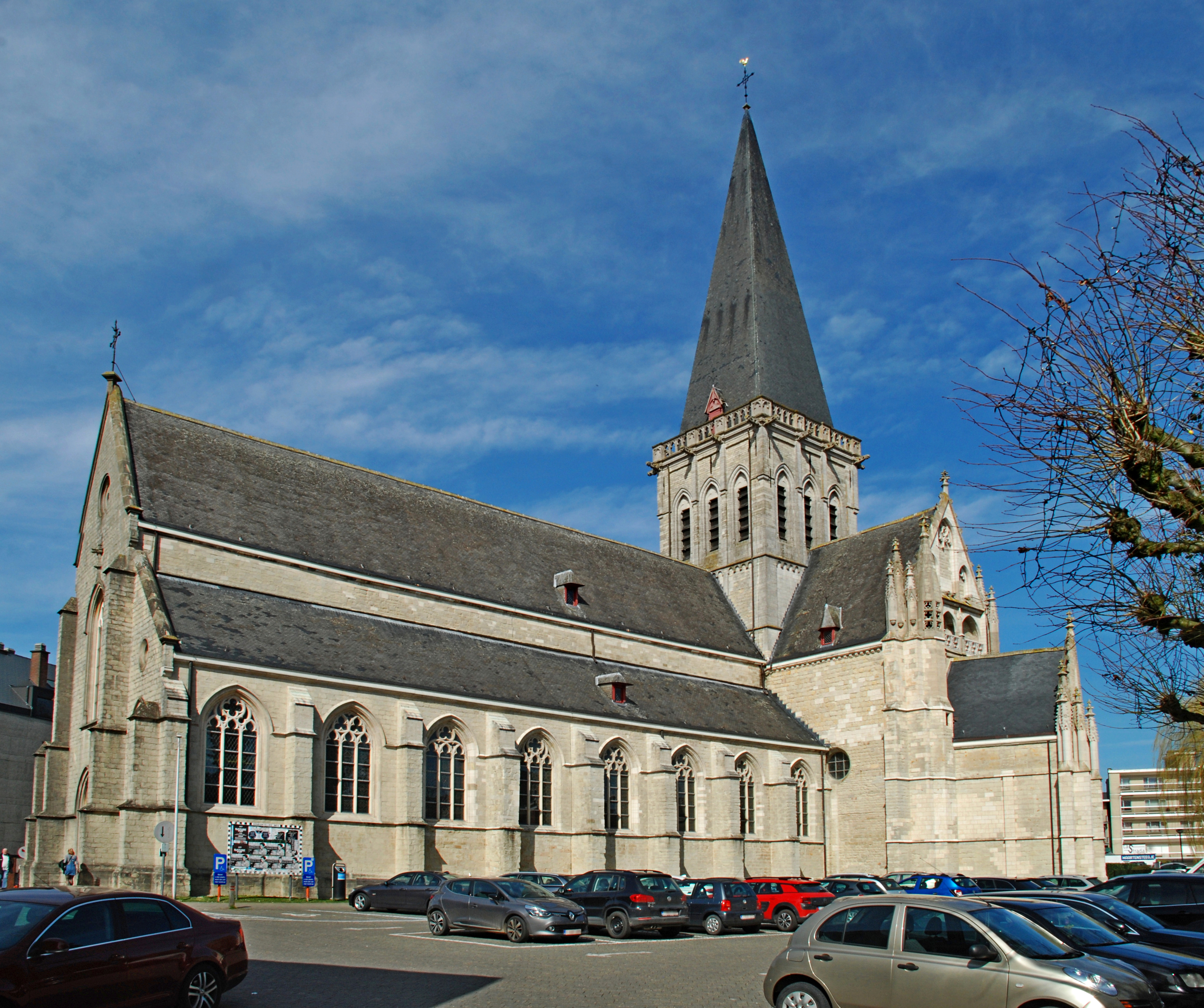
De Sint-Martinuskerk

De Sint-Martinuskerk is een kerkgebouw in de Belgische gemeente Asse. De kerk is toegewijd aan de heilige Martinus van Tours.

## Bouwgeschiedenis
Deze kerk heeft een complexe historiek met een kern die uit de 13e eeuw stamt met verbouwingen en verfraaiingen tot in de 17e eeuw. Het is een pseudobasilicale kerk in gotische stijl die vroeger omgeven was door een kerkhof. Het gebouw is sinds 1940 een beschermd monument.
Over de oorsprong is zeer weinig geweten. Mogelijk was het een eerste christelijk gebouw dat de heidense bronnencultus op het einde van de Gallo-Romeinse periode verving. Tijdens de kerstening van deze regio (einde zesde, begin zevende eeuw) verplaatste zich de kern naar de hoogste plek van de regio.
Asse, in deze periode hoofdstad van een gouw, kreeg een vicuskerk met de functie van moederkerk waaruit elf dochterkerken groeiden. De parochie omvatte immers naast de zeven dorpen van het Land van Asse (Baardegem, Meldert, Affligem, Hekelgem, Essene, Mazenzele, Mollem en Bollebeek) ook nog Sint-Ulriks-Kapelle en delen van Bekkerzeel en Groot-Bijgaarden. Deze dochterkerken waren reeds in de 13e eeuw onafhankelijk.
Aan het einde van de feodale periode wijzigde de rechtstoestand van de parochie en werd het een "eigenkerk", afhankelijk van de graven van Leuven. Op het einde van de elfde eeuw zou de kerk van Asse geschonken zijn aan de pas opgerichte abdij van Affligem. Ze bleef als patronaatskerk in het bezit van deze abdij tot in 1533 toen ze door de toenmalige abt Carolus de Croy aan het Pauscollege van Leuven werd geschonken, een toestand de behouden bleef tot het einde van het ancien régime. Na de Franse Revolutie werd de kerk van Asse en haar parochie deel van het aartsbisdom Mechelen.

## Galerij

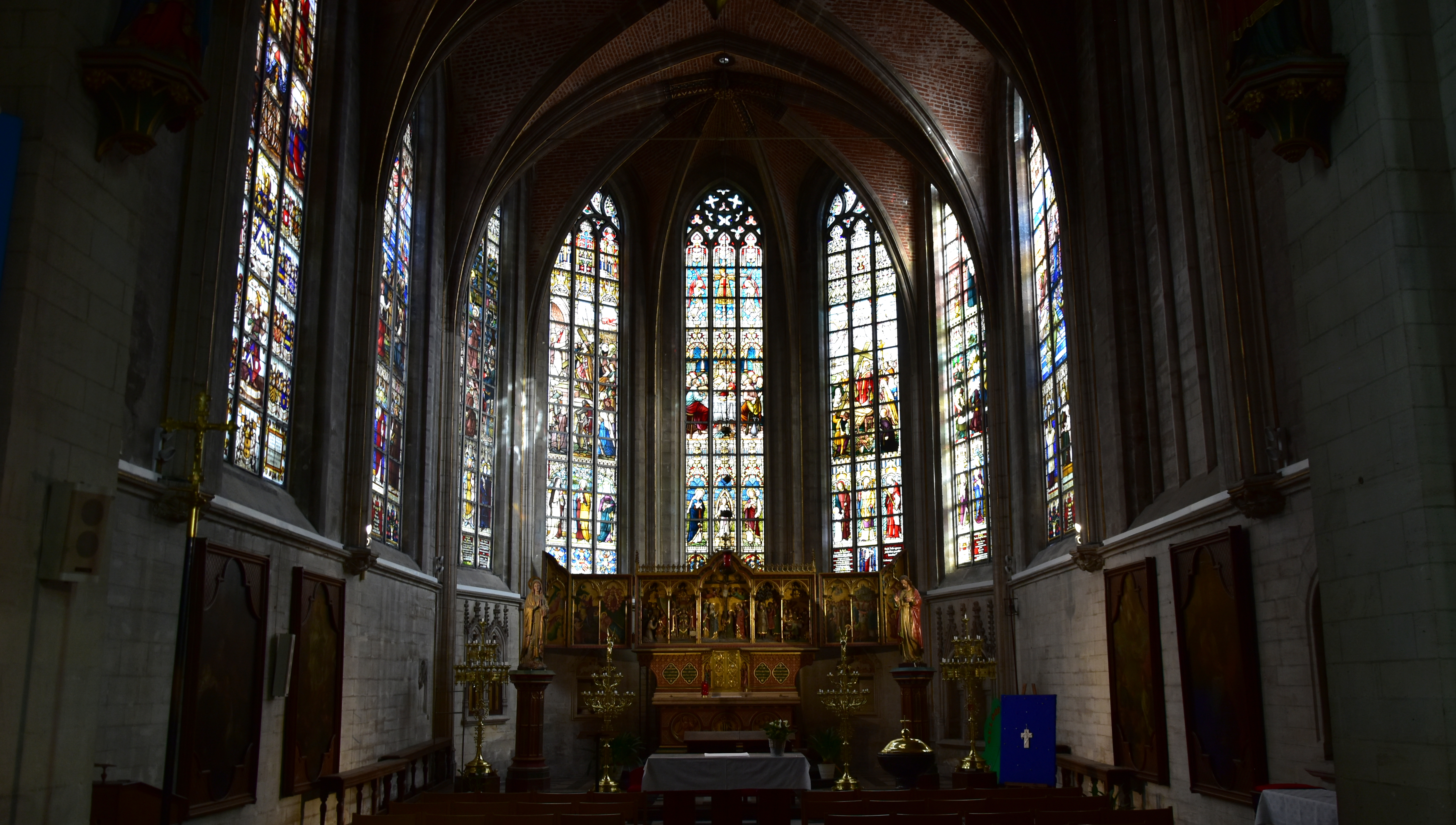
Het priesterkoor met het retabel
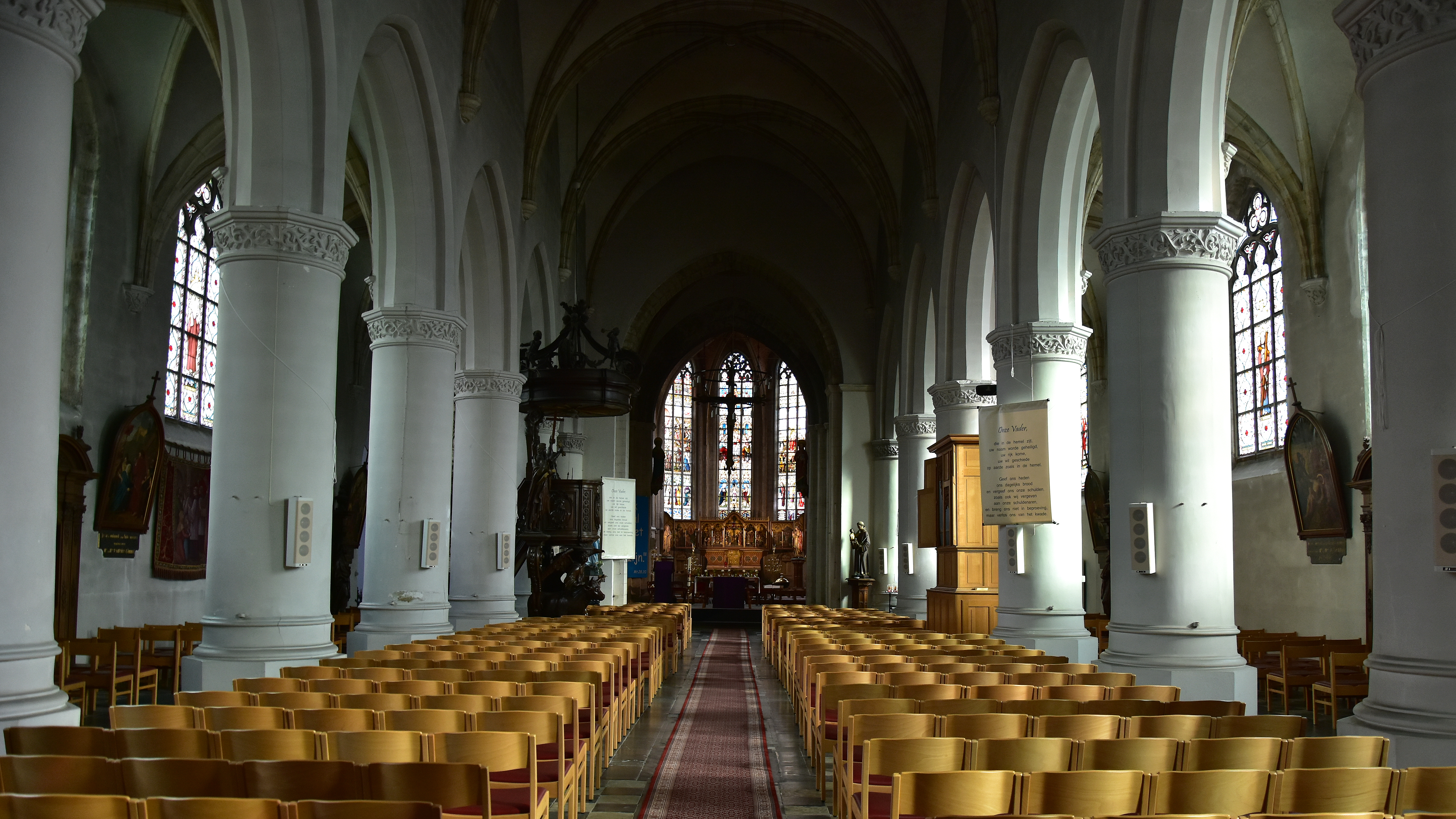
Het kerkschip
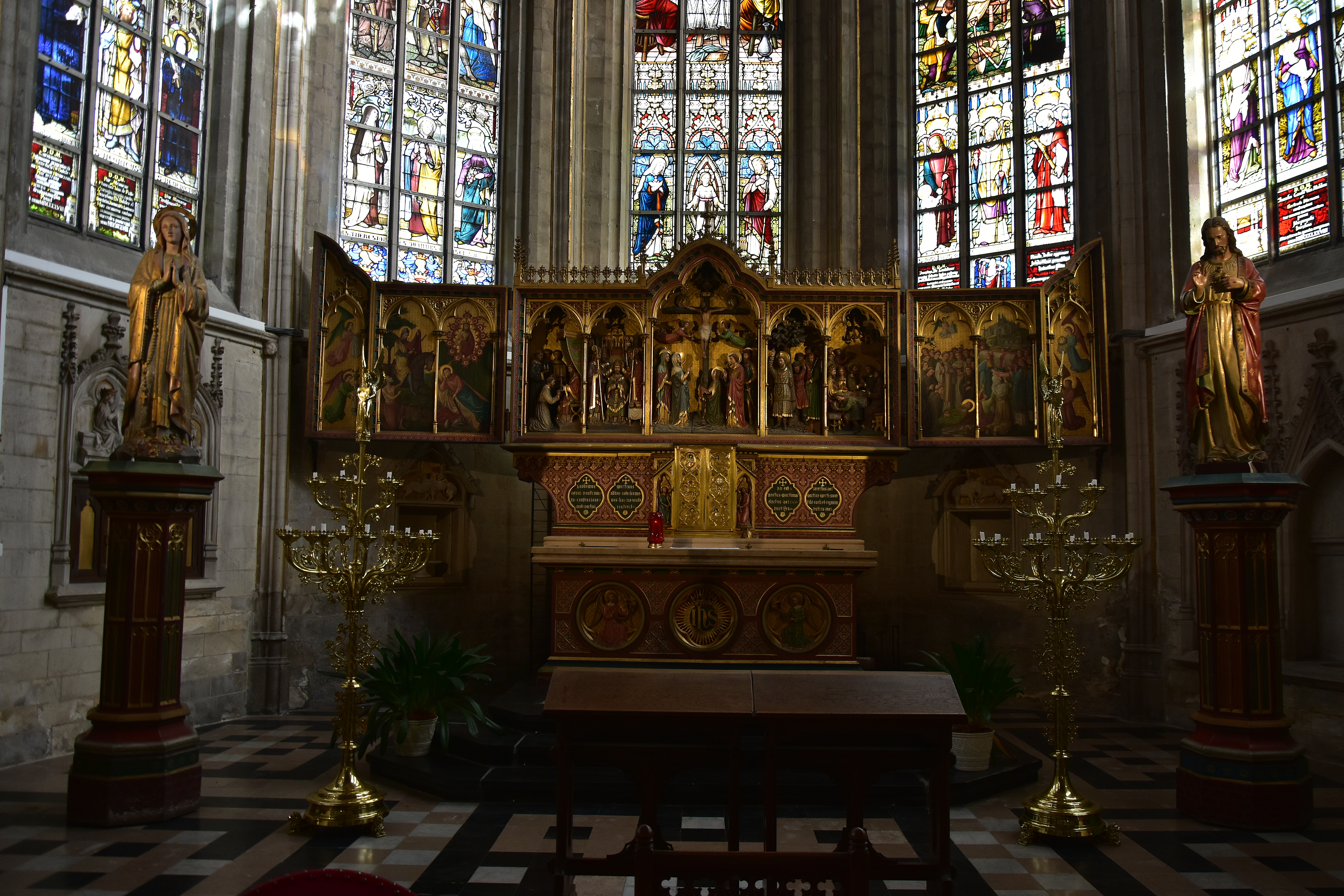
Het retabel

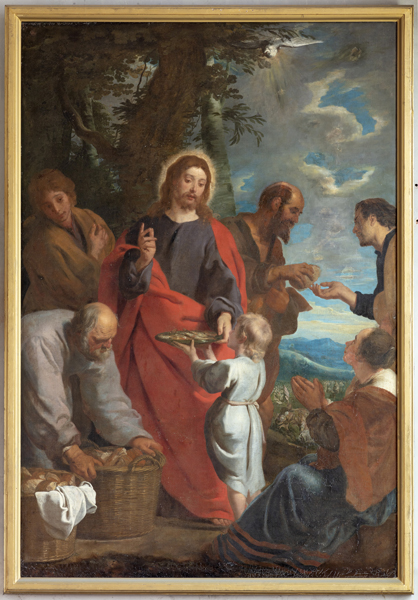
Vermenigvuldiging van de broden (toegschreven aan Gaspar de Crayer)
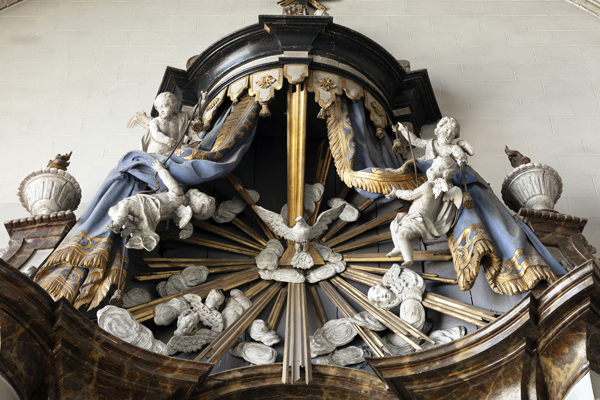
Noordelijk zijaltaar (detail)
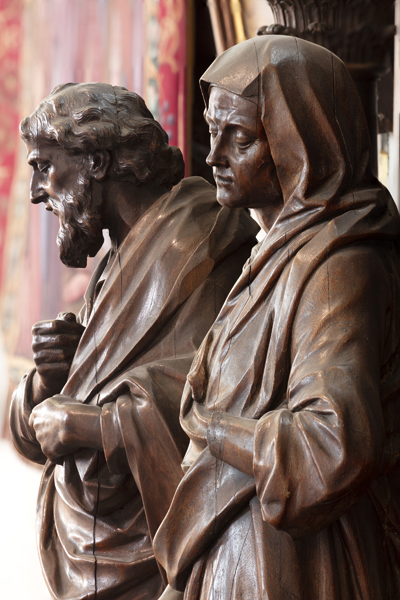
Biechtstoel (detail)